# Burg Skály
Die Burg Skály (auch Bišofštejn oder Katzenštejn; Burg Katzenstein; auch Burg Bischofstein) befindet sich in Skály (Bischofstein), einem zur Stadt Teplice nad Metují (Weckelsdorf) gehörenden Ortsteil. Sie liegt nahe der Adersbach-Weckelsdorfer Felsenstadt im ostböhmischen Okres Náchod in Tschechien.

## Geschichte

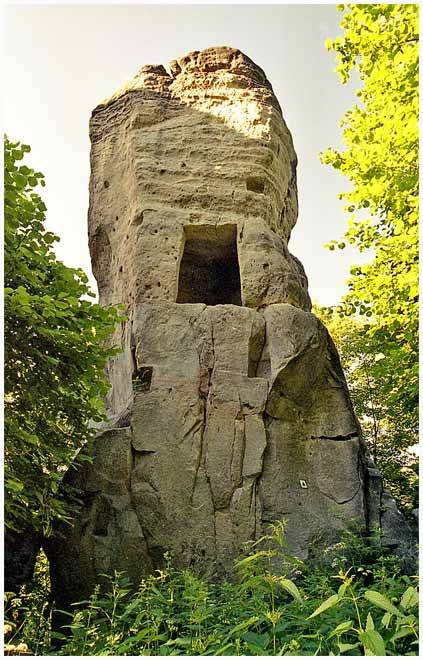
Ruine der Burg Skály

Die Burg Skály wurde erstmals 1393 als Skála (Fels) erwähnt. Damals gehörte sie dem Matthäus Salava von Lipá (Matej Salava z Lipé), der von hier aus die Landesgrenze zum schlesischen Herzogtum Schweidnitz verteidigen sollte. Nachdem der gleichnamige Sohn Matej Salava, der ein Anhänger des Taboriten Jan Kolda von Žampach war, von der Burg aus Beutezüge nach Schlesien unternommen hatte, wurde sie von den Schlesiern zerstört und bald wieder errichtet. 1466 gehörten Burg und Herrschaft Skály dem Glatzer Landeshauptmann Hans von Warnsdorf, der sie 1488 an Hynko Špetle von Johnsdorf verkaufte. Ihm folgte Bartholomäus von Münsterberg, ein Enkel des böhmischen Königs Georg von Podiebrad. Nach Bartholomäus’ Tode 1515 gelangte die Herrschaft 1528 an Hynko Špetle zurück. Dieser verkaufte den Besitz an Zdenko Lev von Rosental und Jan Kruschina von Lichtenburg. 1534 erwarb Johann von Pernstein, der im selben Jahr von seinem Bruder Vojtěch von Pernstein die Herrschaft Nachod geerbt hatte, die Herrschaften Skaly, Adersbach und Rýzmburk und verband sie mit seiner Herrschaft Nachod. 1543 verkaufte er die Herrschaften Skalý und Rýzmburk und ein Jahr später die gesamte Herrschaft Nachod den Smiřický von Smiřice. Nachfolgend war die Burg verlassen; die unterhalb liegende Festung wurde zu einem Wirtschaftshof umgebaut. Nach der Schlacht am Weißen Berg wurden die Smiřický von Smiřice wegen ihrer Beteiligung am böhmischen Ständeaufstand enteignet. Im Zuge der Erbteilung zwischen den Brüdern Věněk Skoch und Bernart Hertvík Čertorejský von Čertorej, Landeshauptmann des Königgrätzer Kreises († 14. Februar 1654)  wurde die Herrschaft Katzenstein (Skály) 1625 geteilt; Bernart Hertvík erhielt dabei die Herrschaft Stárkov.
1662 erwarb das neu gegründete Bistum Königgrätz die zerfallene Burg mit dem dazugehörigen Wirtschaftshof als Dotation für das Domkapitel. Ort und Burg wurden ab diesem Zeitpunkt in Bischofstein umbenannt.
Der erste Königgrätzer Bischof Matthäus Ferdinand Sobek von Bilenberg ließ im Vorhof der ehemaligen Burg ein kleines Schloss errichten, das vom Domkapitel als Sommerresidenz genutzt wurde. Schloss und Herrschaft Bischofstein blieben bis 1948 im Besitz des Bistums.